# Fresh (Teddybears Sthlm)
Fresh är ett musikalbum från 2004 av den svenska musikgruppen Teddybears Sthlm, numera Teddybears.

## Låtlista
1. Cobrastyle
2. Different Sound
3. Little Stereo
4. Hey Boy
5. The Lord’s 115th Dream
6. Check
7. Lil’ Red Rooster vs. The Robodog
8. Magic Kraut
9. Black Belt
10. Teddybear Music
11. Alma